# CLIMSO

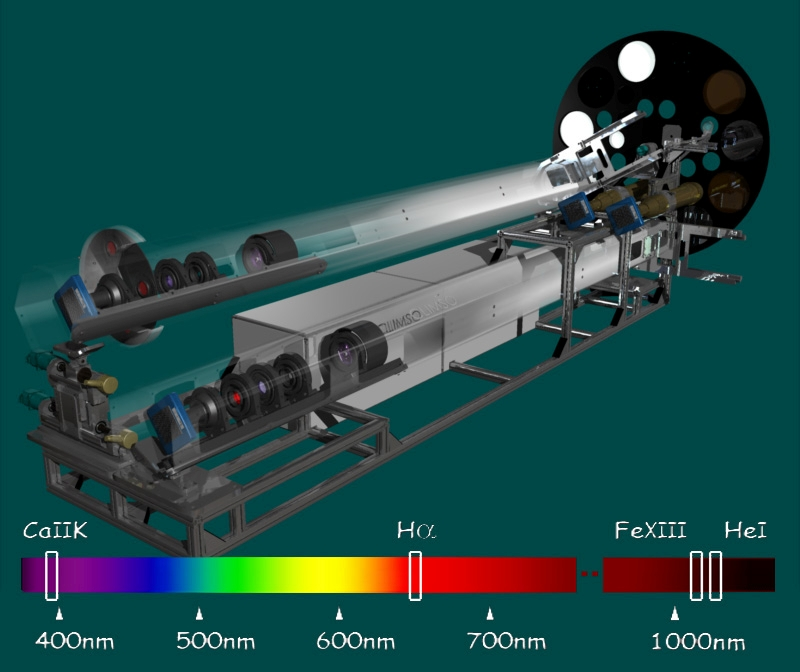
Le schéma en 3D du coronographe CLIMSO

CLIMSO est un instrument d'observation astronomique spécialisé dans l'étude du Soleil. Il dépend de l'Observatoire Midi-Pyrénées. Il est installé à 2 865 m d'altitude à l'observatoire du pic du Midi de Bigorre, dans les Hautes-Pyrénées.
Depuis 2007, le service de la couronne solaire utilise le nouvel instrument Climso (financé par la société Fiducial). En plus de la voie coronographique traditionnelle à H-alpha de l'hydrogène (656.3 nm), il est maintenant possible de suivre les structures coronales froides, à haute cadence temporelle, aussi dans l'infra-rouge proche, dans le multiplet à 1.083 microns de He I. Des mesures de la couronne chaude dans les raies IR proche de Fe XIII sont également possibles. Climso permet aussi d'observer le disque dans H-alpha et Ca II K dans l'UV proche, en même temps que la couronne.
Les données sont mises à disposition de la communauté internationale par le service BASS 2000 (antennes de Meudon et de Tarbes ; il est aussi prévu de publier ces données dans l'Observatoire Virtuel solaire américain VSO, compte tenu de l'intérêt de celles-ci pour le soutien sol de missions spatiales telles que SoHO, Hinode, STEREO et prochainement SDO).
Une équipe de 45 observateurs amateurs bénévoles est associée à ce programme.